# 탄지세이

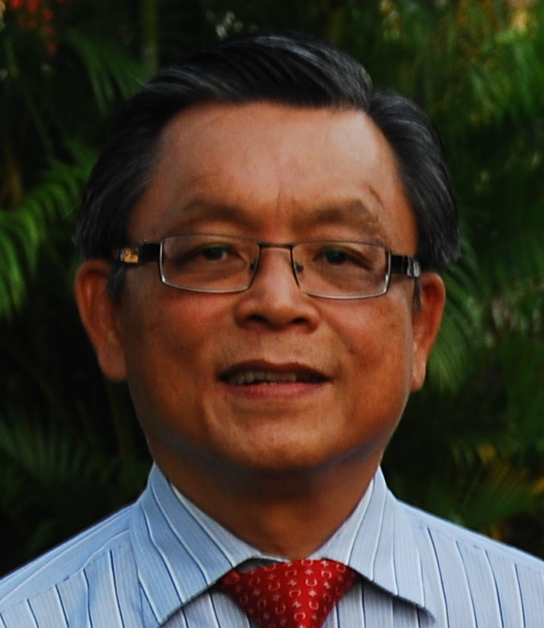

탄지세이(영어: Tan Jee Say, 1954년 2월 12일 ~ )는 싱가포르의 전 공무원, 투자고문, 정치인이다.
그는 2011년 대선에 출마했으나 25.04%를 득표해 3위로 낙선했다.
대선 전 2011년 4월부터 7월까지 싱가포르 민주당(SDP; 이하 민주당)의 당원이었으나 대선에 출마하면서 탈당했다가 이후 복당했다. 2014년 5월 25일 민주당을 탈당하고 싱가포르인 우선을 창당해 당 서기장에 취임했으나 2020년 6월 25일 당을 자진 해산하면서 물러났다. 2020년 총선 후보 등록일을 하루 앞둔 6월 29일 치순주엔 민주당 사무총장에게 복당 의사를 밝혔으며, 이후 복당 처리가 완료되어 홀란드-부킷티마 집단선거구에 출마하게 되었다.